# Емилио Запико
Емилио Запико (на испански: Emilio Rodríguez Zapico) е бивш испански пилот от Формула 1. Роден на 27 май 1944 година в Леон, Испания.

## Формула 1
Емилио Запико прави своя дебют във Формула 1 в Голямата награда на Испания през 1976 година, като това остава единственото му участие и не успява да спечели точки, състезава се за Уилямс.